# ليف إريكسون
ليف إريكسون هو بحار إسكندنافي من عائلة أيسلندية عاش بين القرنين العاشر والحادي عشر. وكان قد اكتشف فينلاند (أو أرض النبيذ) في أمريكا الشمالية وكان ابن إريك الأحمر الذي أسس أول مستعمرة اسكاندينافية في جرينلاند عام 985. لذا يُعتقد أنه كان أول أوروبي يضع قدمه على أمريكا القارية، قبل كريستوفر كولومبوس بحوالي نصف ألف عام.
في عام 999 ذهب من جرينلاند إلى بلاط الملك أولاف تريغفيسون ملك النرويج، وتوقف في جزر الهيبريدز في طريقه، وعندما رحل من البلاط عام 1000 فوضه الملك ليعلن جرينلاند مسيحية. وعندما كان في رحلة العودة وسط البحر خرج عن مساره بسبب الطقس السيئ، وحيث وصل إلى أرض لم يعلم عنها شيئا حيث ينمو القمح المزروع وحده وكذلك تنمو الكروم لهذا سماها أرض النبيذ، وكذلك تنمو أشجار كبيرة (يحتمل أنها القيقب). فأخذ عينات من هذا كله، وأبحر بعيدا إلى بيت أبيه في براتاليد في إريكسفيورد في جرينلاند ووصله سالما.
في خلال رحلته من فينلاند إلى جرينلاند أنقذ ليف بعض الرجال الناجين من غرق سفينة وبسبب هذا وبسبب اكتشافاته أيضا اكتسب لقب ليف المحظوظ.
في الرحلة السابقة لثورفين كارسيفني لزيادة الاستكشاف لبناء مستوطنة ويقال أن بعض الغال الذين أعطاهم أولاف تريغفيسون والذي قدمهم بدوره إلى ثورفين وضعوا على الشاطئ للاستكشاف.
هذه السجت موجودة في ساغا حكاية أيسلندية من العصور الوسطى إريك الأحمر، والتي تدعمها ملاحظات أقصر في الكتابات الأيسلندية القديمة وكتابات أخرى، وهناك قصة أخرى في كتاب فلاتي الذي يجعل بيارني هيريولفسون مكتشف المنطقة عام 985 الذي حاول أن يسبق الشتاء إلى جرينلاند فضل الطريق بسبب الطقس السيئ حيث اكتشف هيلولاند (يعتقد أنها لابرادور) والتي لم يستكشفها بل لم يسمح لرجاله بالنزول. بينما ليف ورجاله تبعوا استكشافات بيارني وبدا باستكشاف هيلولاند وماركلاند وفينلاند والمنطقة الأخيرة قضى فيها الشتاء ورأي سحرها.
لكن المصدر الثاني (كتاب فلاتي) والتي كون مؤخرا كل ما عرف عن فينلاند، محاط بالمتناقضات والصعوبات بينه وبين حكاية إريك الأحمر. وبالتالي (في فلاتي) فإن العنب يوجد في الشتاء ويجمع في الصيف، والرجل الذي عثر عليها وهو تيركر الألماني والد ليف بالتبني وقد ثمل من أكل الفاكهة، والفاكهة نفسها تأتي من أشجار كبيرة توفر الخشب، ، وبالنظر إلى السجلات في حكاية إريك الحمر فإن فينلاند تشابه بعض مناطق جنوب نوفا سكوتيا.
المخطوطات الموجودة من حكاية إريك الأحمر هي رقم 544 و557 من المجموعة الأرن-ماغنية في كوبنهاغن، والمخطوطات من كتاب فلاتي (سمي هكذا لأنه كان ملكا في جزيرة فلات شمال غرب الساحل الأيسلندي)، وقدمت عام 1662 إلى المكتبة الملكية في الدنمارك، حيث ما زال هذا الكتاب أهم كنوزها. وهذه الكتابات تمت الإضافة عليها من كتاب أعمال أساقفة كنيسة هامبورغ (باللاتينية: Gesta Hammaburgensis ecclesiae pontificum) وهو من تأليف آدم البريمني في الفصل 38 من الكتاب الخامس (والذي يسمى بشكل منفصل وصف الجزر الشمالية (باللاتينية: Descriptio Insularum Aquilonis) وهو أقدم ما بقي لنا من ملاحظات آدم عن فينلاند حوالي العام 1070)، كذلك توجد ملاحظات عن فينلاند في كتاب الجزر (باللاتينية: Libellus Islandorum)[بحاجة لمصدر] حوالي العام 1120 لأري فرودي وهو من أقدم المؤرخين الأيسلنديين، وكذلك العديد من الحكايات غيرها، كذلك ظهرت خرائط القرن الثالث عشر أو أقدم.